# Mozart: 21. szimfónia
Wolfgang Amadeus Mozart 21., A-dúr szimfónia című alkotása, K 134 egy négytételes mű, mégpedig:
1. Allegro
2. Andante
3. Menuetto
4. Allegro

Az 1772 augusztusában, Salzburgban írt mű már valódi szimfónia. Zenekarában Mozart első ízben alkalmaz oboák helyett két fuvolát a vonósegyüttes és a két kürt mellett.
A mű stílusát illetően Mozart itt arra törekszik, hogy Joseph Haydn szimfonikus művészetét az olaszoktól tanultakkal vegyítse és e két hatás segítségével találja meg a maga saját kifejezésmódját. Egyéni leleménye például az első tételben a teljes zenekar forte hangzásával szembeállított piano effektus, amely a vonósnégyes együttesén szólal meg, ugyanazt a zenei anyagot hangoztatva. Mint a K 129-es szimfóniában, itt is szuverén módon él Mozart a crescendóval.
A második tétel első hallásra olaszoktól tanult kecses andantékra emlékeztet, a kifejezés intenzitása azonban már érett mesterre vall. A zárótétel szokatlanul hosszú, 12/8-as metrumú témával kezdődik, amely a szonátaforma főtémája. A megoldás virtuóz technikája arra enged következtetni, hogy az olasz emlékek ellenére új úton jár a szimfónia-szerző Mozart, és hogy ez az út egyre inkább mondható sajátjának.